# Laos-Gleithörnchen
Das Laos-Gleithörnchen (Biswamoyopterus laoensis) ist ein südostasiatisches Gleithörnchen. Es ist nur von einem einzigen Exemplar bekannt, das im September 2012 als Bushmeat auf einem Markt in der zentrallaotischen Provinz Bolikhamsai gefunden und von einem Team laotischer und einem britischen Biologen im Jahr 2013 beschrieben wurde.

## Merkmale
Das Laos-Gleithörnchen ist ein relativ großes Gleithörnchen und erreicht eine Kopf-Rumpf-Länge von 45,5 cm, bei einer Schwanzlänge von 62 cm und einem Gewicht von 1,8 kg. Das Rückenfell besteht aus eine Mischung rotbrauner und schwarzer Haare mit einer Beimischung grauer bis weißlich-grauer Haare; der Bauch ist mit orangen Haaren, vermischt mit grauen Haaren bedeckt. Die Flughaut ist dicht behaart; das Fell dort ist von gleicher Farbe wie das Rückenfell, aber weniger grau. Die Unterseite der Flughaut ist nur dünn mit orangen Haaren bedeckt und zeigt zahlreiche unterbrochene, schwarze Linien. Der Schwanz ist zylindrisch und völlig schwarz. Nur an der Unterseite der Schwanzbasis sieht man einen kleinen grauen Fleck. Der Schädel des Holotyps ist 7,44 cm lang. Die Ohren sind dunkelgrau bis schwarz und weitgehend unbehaart, haben aber Büschel langer schwarzer Haare an der Ohrbasis. Ein weiteres kleines Haarbüschel befindet sich unterhalb der Ohrmitte. Die Spitze des Nasenbeins ist gerade und nicht abgerundet. Die oberen und unteren Schneidezähne sind gelb auf ihrer Vorderseite. Der dritte Prämolar ist gut entwickelt, der vierte übertrifft den ersten Molar leicht an Größe. Der erste und der zweite Molar haben zwei gut entwickelte Höcker auf der Lippenseite und einen großen und einen kleinen Höcker auf der Zungenseite. Ein zusätzlicher kleiner Höcker liegt hinten auf einem Querstieg.

## Lebensraum

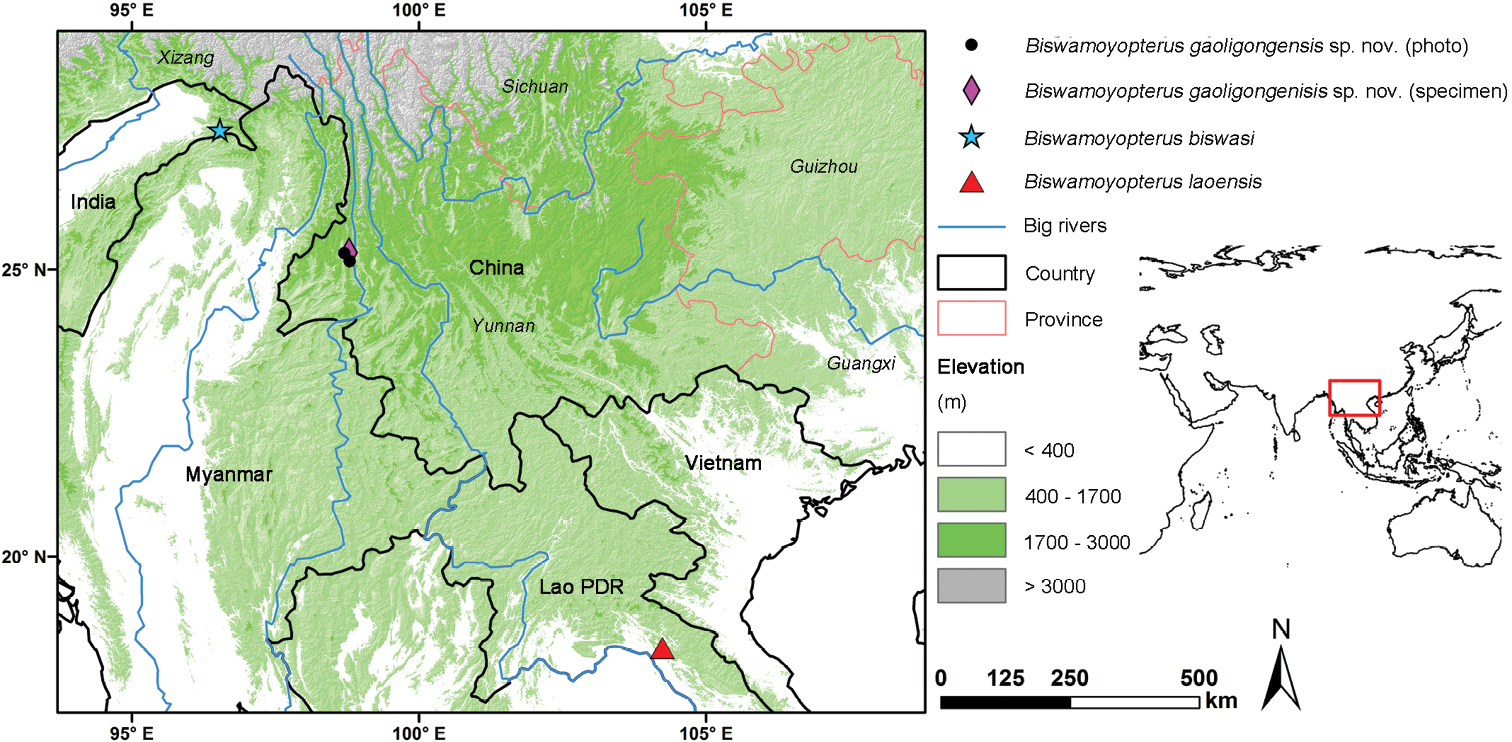
Fundorte der drei bekannten Biswamoyopterus-Arten; der Fundort des Laos-Gleithörnchens ist mit einem roten Dreieck markiert.

Da der Holotyp auf einem Markt gefunden wurde, ist der Lebensraum des Laos-Gleithörnchens bisher nicht bekannt. Der Markt liegt in der Ortschaft Thongnami zwischen zwei Karstgebieten, die von meist unberührtem, immergrünem Wald oder einer an extremer Trockenheit angepassten Flora bedeckt sind. In diesen Gebieten, die möglicherweise den Lebensraum des Laos-Gleithörnchens darstellen, sind auch die seltenen Nagetierarten Laonastes aenigmamus und Saxatilomys paulinae anzutreffen.

## Systematik
Das Laos-Gleithörnchen gehört zur Tribus der Gleithörnchen (Pteromyini) in der Familie der Hörnchen (Sciuridae). Es wurde 2013 von einer Arbeitsgruppe um den laotischen Zoologen Daosavanh Sanamxay aus Ban Thongmai in der Provinz Bolikhamsai, Laos, beschrieben. Bis zu dem Zeitpunkt war mit dem im nordostindischen Bundesstaat Arunachal Pradesh gefundene Namdapha-Gleithörnchen (Biswamoyopterus biswasi) nur eine weitere Art der Gattung Biswamoyopterus bekannt, das auch nur durch ein einziges Exemplar dokumentiert ist. 2019 folgte mit Biswamoyopterus gaoligongensis die Beschreibung einer dritten Art aus dem Gaoligong Shan in China.
Innerhalb der Art werden keine Unterarten unterschieden.

## Bestand, Gefährdung und Schutz
Die IUCN hat dieses Hörnchen aufgrund der fehlenden Daten nicht in einer Gefährdungskategorie, sondern als „data deficient“ gelistet. Über die Lebensweise liegen bisher keine Daten vor und außer dem Typus wurden auch keine weiteren Tiere gesichtet oder gefunden. Als potenzielle Gefährdungsursache wird vor allem die illegale Bejagung als Fleischlieferant angenommen.

## Belege
1. 1 2 3 4  Daosavanh Sanamxay, Douangboubpha, Bumrungsri, Xayavong, Xayaphet, Satasook & Bates: Rediscovery of Biswamoyopterus (Mammalia: Rodentia: Sciuridae: Pteromyini) in Asia, with the description of a new species from Lao PDR. Zootaxa (Magnolia Press) 3686 (4): 471–481. ISSN 1175-5334.
2. 1 2  J.L. Koprowski, E.A. Goldstein, K.R. Bennett, C. Pereira Mendes: Laotian Giant Flying Squirrel Biswamoyopterus laoensis. In: Don E. Wilson, T.E. Lacher, Jr., Russell A. Mittermeier (Hrsg.): Handbook of the Mammals of the World: Lagomorphs and Rodents 1. (HMW, Band 6) Lynx Edicions, Barcelona 2016, ISBN 978-84-941892-3-4, S. 769.
3. ↑  Quan Li, Xue-You Li, Stephen M. Jackson, Fei Li, Ming Jiang, Wei Zhao, Wen-Yu Song, Xue-Long Jiang: Discovery and description of a mysterious Asian flying squirrel (Rodentia, Sciuridae, Biswamoyopterus) from Mount Gaoligong, southwest China. ZooKeys 864, 2019; S. 147–160. doi:10.3897/zookeys.864.33678.
4. 1 2  Biswamoyopterus laoensis in der Roten Liste gefährdeter Arten der IUCN 2017. Eingestellt von: R. Kennerley, 2017. Abgerufen am 24. Juli 2019.